# Ligne de mire (téléfilm)
Pour les articles homonymes, voir Ligne de mire.
Pour plus de détails, voir Fiche technique et Distribution.
Ligne de mire est un téléfilm français réalisé par Nicolas Herdt et diffusé le 11 juin 2014 sur France 2.

## Synopsis
David et sa compagne Claire, infirmière enceinte de sept mois, sont dans la plus grande précarité et menacés de saisie après la défaillance de l'entrepreneur chargé de la construction de leur maison. David doit se rendre à Paris pour un entretien d'embauche, ultime espoir de sauvetage pour le couple. En sortant de la gare, craignant de ne pouvoir être à l'heure à son rendez-vous, il emprunte un taxi qui ne lui était pas destiné. Durant le parcours un inconnu lui remet une serviette remplie de liasses de billets. Un implacable engrenage va alors se mettre en route et faire basculer son destin et celui de son entourage.

## Fiche technique
- Titre original : Ligne de mire
- Réalisation : Nicolas Herdt
- Scénario : Mikael Ollivier et Franck Thilliez
- Musique : Maïdi Roth et Franck Pilant
- Photographie : Thierry Jault
- Montage : Linda Naud
- Sociétés de production : France Télévisions et Adrenaline Productions
- Pays de production :  France
- Langue originale : Français
- Genre : drame, thriller
- Date de première diffusion :
  - France : 11 juin 2014 (sur France 2)

## Distribution
- Thierry Neuvic : David Thibault
- Lola Dewaere : Claire Thibault
- Féodor Atkine : le Belge
- Liane Foly : Aline Delmas
- Smadi Wolfman : Cathy Norman
- Daniel Koenigsberg : Alain
- Marie Petiot : Camille
- Johann Dionnet : Baptiste Lefait
- Thierry Gibault : le capitaine Quint
- David Alexis : Fabrice Fauconnier
- Stéphane Jobert : Mathias Lampin
- Paco Boublard : le jeune homme en costume
- Edgar Givry : maître Lopez
- Joseph Chanet : le Chinois
- Xavier Mathieu : Philippe Lormet

## Distinction
- Festival du film de télévision de Luchon 2014 : prix d'interprétation pour Lola Dewaere